# Anna Maria Braun (Medailleurin)
Anna Maria Braun (geb. Pfründt; Signum A.M.P. und A.M.B; * 1642 in Lyon; † 13. August 1713 in Frankfurt am Main) war eine deutsche Malerin, Medailleurin und Wachsbossiererin.

## Leben
Anna Maria Pfründt wurde 1642 in Lyon geboren, sie stammte aus der Familie des Wachsbossierers und Medailleurs Georg Pfründt (1603–1663). Im Jahre 1659 heiratete sie den Medailleur Johann Bartholomäus Braun (gest. 1684) aus Nürnberg. Sie signierte ab 1659 ihre Arbeiten mit A.M.B., vorher war das Signum A.M.P. In ihrer Arbeit erreichte sie eine große Meisterschaft mit ihren farbigen Wachsbossierungen, die Anklänge an Antonio Abondio zeigen.
Zweimal wurde sie an den kaiserlichen Hof nach Wien berufen. Man könnte sie in eine Reihe mit den Arbeiten von Christian Wermuth setzen. Auch durch ihre Blumenmalereien wurde sie in ihrer Zeit bekannt. Sie starb 1713 in Frankfurt am Main. Arbeiten von ihr befinden sich in den Sammlungen in Braunschweig im Herzog Anton Ulrich-Museum, in Kassel im Hessischen Landesmuseum, in der Kunstkammer des Schlossmuseums Gotha und in Wien im Museum für Kunst und Kunstgewerbe.
1906 wurden von ihr auf der Kunstausstellung in Dresden zwei Medaillen gezeigt: Friedrich I, Herzog von Sachsen-Gotha-Altenburg und Johann Friedrich, Markgraf von Brandenburg-Ansbach.

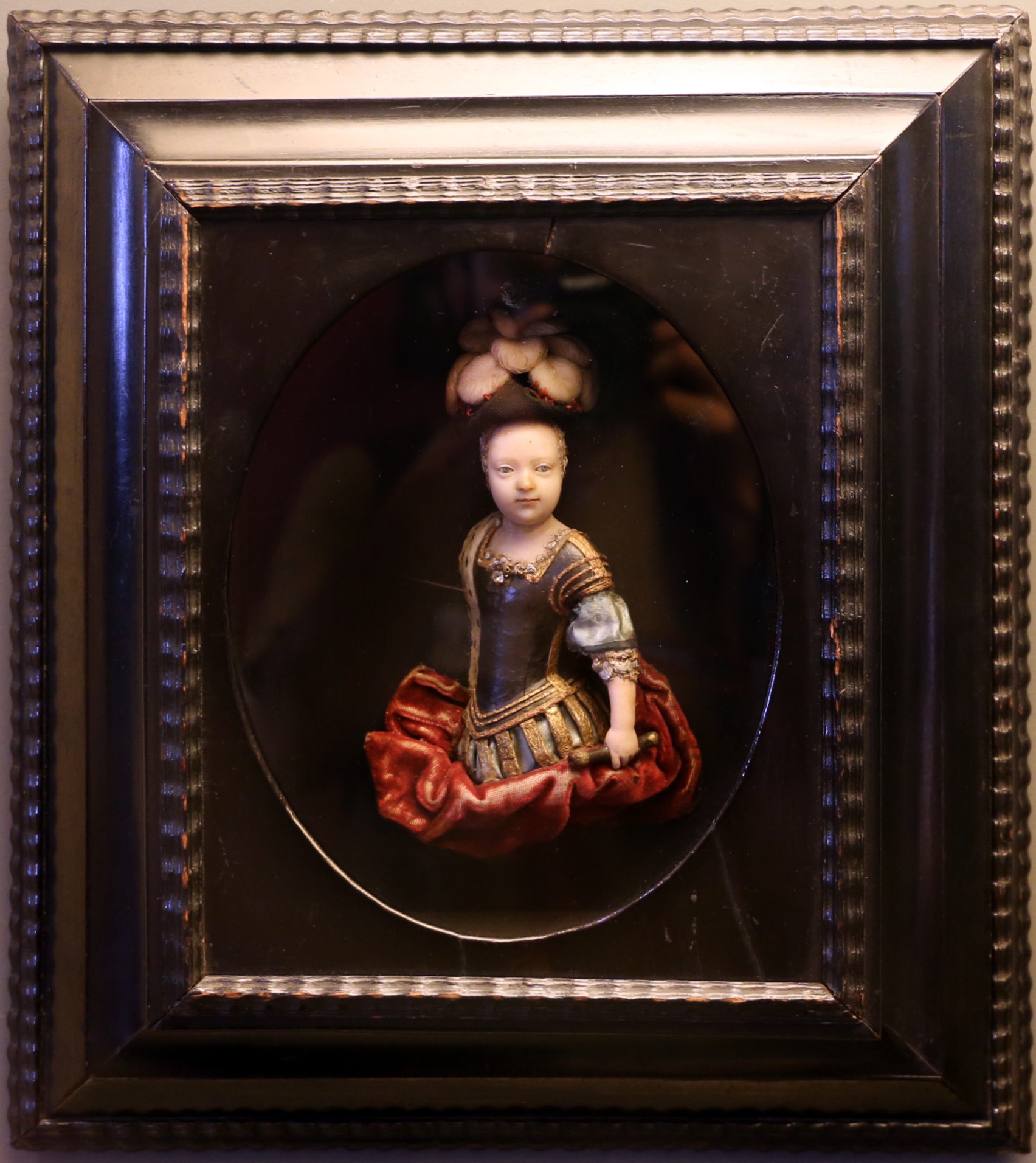
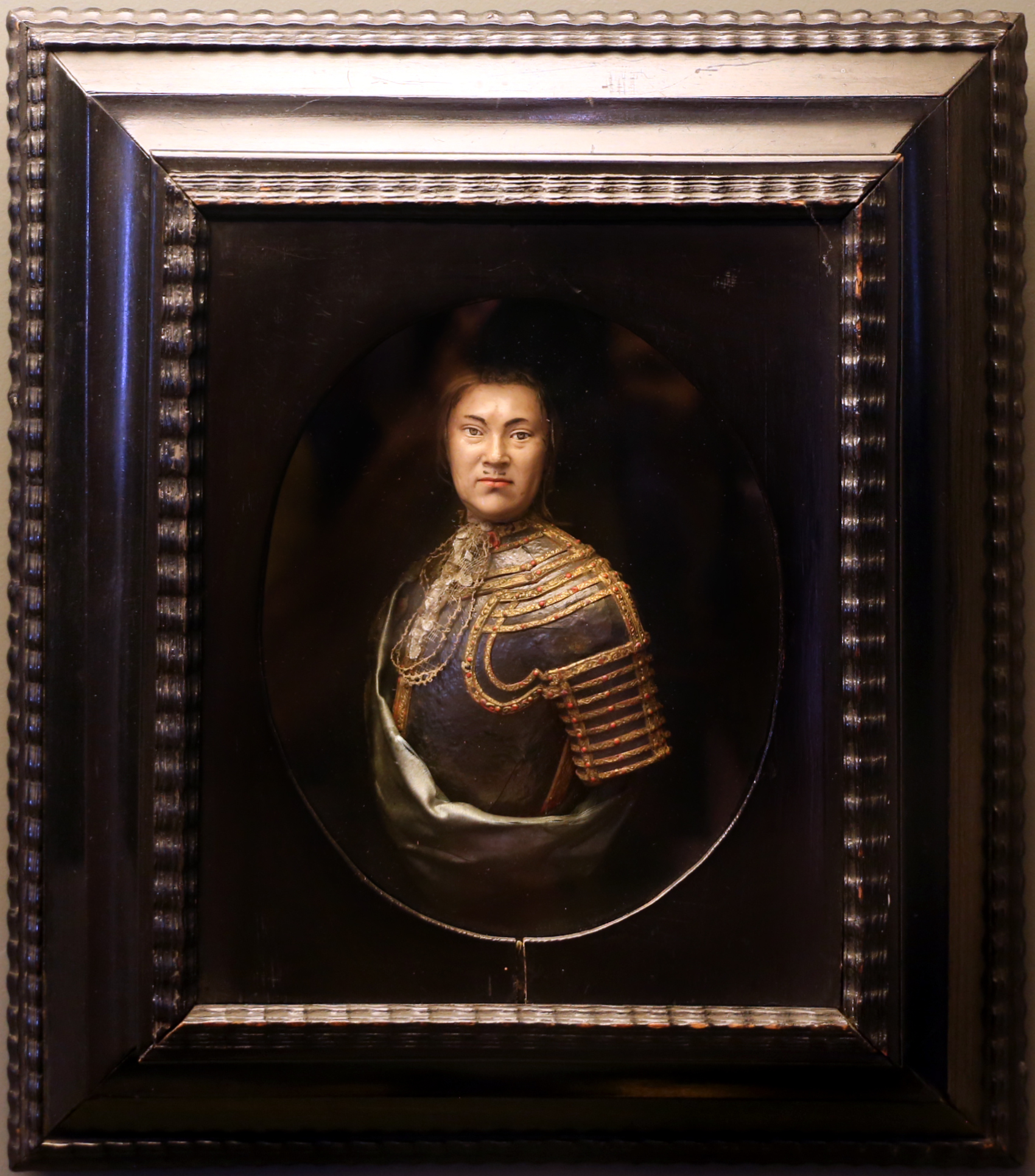